# Đinh Thị Vân
Đinh Thị Vân (1916-1995), tên thật Đinh Thị Mậu là một Đại tá Quân đội nhân dân Việt Nam. Bà là một tình báo viên nổi tiếng trong Kháng chiến chống xâm lược được Nhà nước Việt Nam phong tặng danh hiệu Anh hùng Lực lượng vũ trang nhân dân.

## Thân thế và bước đầu sự nghiệp
Bà tên thật là Đinh Thị Mậu, sinh năm 1916 tại làng Đông An, tổng Cát Xuyên, huyện Giao Thủy, phủ Thiên Trường (nay là làng Đông An, xã Xuân Thành, huyện Xuân Trường), tỉnh Nam Định. Bố của bà mất sau khi bà Mậu sinh ra được 6 tháng. Anh em bà được ông nội Đinh Mẫn Cấp nuôi nấng và dạy dỗ.
Năm 1933, bà được 2 người anh cùng cha khác mẹ là Đinh Lai Hạp và Đinh Thúc Dự, đảng viên Đảng Cộng sản Đông Dương, vận động tham gia hoạt động cách mạng. Bà làm giao thông liên lạc, cất giữ tài liệu bí mật của Đảng, tham gia tổ chức nhóm "Ái hữu tương tế", nuôi dưỡng, bảo vệ cán bộ cách mạng hoạt động tại địa phương…
Thời gian này bà lập gia đình với một người cùng quê, từ đó mọi người thường gọi tên bà theo tên chồng là Vân từ đó bà được gọi bằng tên Đinh Thị Vân.
Năm 1940, người chị dâu cả qua đời, bà nuôi ăn học 2 người cháu ruột là Đinh Xuân Mẫn và Đinh Văn Năng. Cả hai về sau đều tích cực tham gia hoạt động cho Mặt trận Việt Minh.
Tháng 8 năm 1945, với vai trò là cán bộ Việt Minh huyện Xuân Trường, bà tham gia công tác vận động dân chúng tham gia tổng khởi nghĩa ở hai huyện Xuân Trường và Giao Thủy. Sau khi Cách mạng tháng 8 thành công, bà tham gia công tác xây dựng chính quyền mới ở huyện Xuân Trường.
Ngày 30 tháng 6 năm 1946, bà Đinh Thị Vân được kết nạp vào Đảng Cộng sản Đông Dương, và được cử giữ các chức vụ Huyện ủy viên huyện Xuân Trường, Ủy viên ban Thường vụ Phụ nữ cứu quốc tỉnh Nam Định, Hội trưởng Hội Liên hiệp phụ nữ tỉnh Nam Định (1951-1953).

## Vinh danh
Bà được Nhà nước Việt Nam đã tặng thưởng các danh hiệu:
- Danh hiệu Anh hùng Lực lượng vũ trang Nhân dân
- 2 Huân chương Độc lập hạng Nhì
- Huân chương Kháng chiến hạng Nhất
- Huân chương Chiến công hạng Nhất
- Huân chương Quân kỳ Quyết thắng

và nhiều Huân, Huy chương cao quý khác
Tên bà được đặt tên cho một đường phố tại phường Hạ Long, thành phố Nam Định và một con đường tại quận Thanh Khê, thành phố Đà Nẵng.
Hiện nay, căn gác số 8 phố Cửa Đông, quận Hoàn Kiếm, Hà Nội, nơi bà sống những năm cuối đời được sử dụng làm nơi tưởng niệm cuộc đời bà. Một số kỷ vật về bà đang được lưu giữ tại Bảo tàng Phụ nữ Việt Nam.